# Tiếng Evenk
Tiếng Evenk trước đây tên Tungus, hay Solon là ngôn ngữ lớn nhất của nhóm bắc Tungus (gồm tiếng Even, tiếng Negidal, tiếng Evenk và tiếng Oroqen). Ngôn ngữ này được dùng bởi người Evenk tại Nga, và Trung Quốc.
Tại vài vùng, tiếng Evenk vẫn chịu ảnh hưởng tương đối mạnh từ tiếng Yakut và tiếng Buryat. Sự lấn át của tiếng Nga rất lớn (năm 1979, 75,2% người Evenk nói tiếng Nga, tăng lên tới 92,7% năm 2002). Các phương ngữ tiếng Evenk được chia thành ba nhóm: bắc, nam, và đông. Những nhóm này lại chia thành các phương ngữ nhỏ hơn. Chính quyền Liên Xô đã tạo ra ngôn ngữ viết cho tiếng Evenk vào năm 1931, ban đầu dùng bảng chữ cái Latinh, và từ năm 1937 dùng bảng chữ cái Kirin. Tại Trung Quốc, tiếng Evenk còn được thử nghiệm viết bằng chữ Mông Cổ. Đây thường được xem là ngôn ngữ bị đe dọa.

## Phân loại
Tiếng Evenk là một thành viên của hệ Tungus. Nó tương tự với tiếng Mãn Châu (ngôn ngữ được ghi nhận chi tiết nhất hệ) và đã được ghi nhận từ hàng trăm năm trước, ban đầu bởi P. S. Pallas vào cuối thế kỷ XVIII, và rồi được nghiên cứu một cách kỹ lưỡng hơn bởi M. A. Castren vào khoảng giữa thế kỷ XIX. Cấu trúc và quan hệ giữa các ngôn ngữ Tungus là chủ đề của một số tranh luận. Vài học giả đề xuất một giả thuyết: một nhánh cho riêng tiếng Mãn, một nhánh cho tất cả những ngôn ngữ còn lại, gồm cả tiếng Evenk. Ethnologue chia hệ Tungus thành hai nhóm Bắc và Nam, trong đó tiếng Evenk cùng tiếng Even và Negidal ở trong nhóm Bắc, còn nhóm Nam chia tiếp ra thành nhóm Tây Nam (tiếng Mãn và ngôn ngữ liên quan) và Đông Nam (tiếng Nanai và ngôn ngữ liên quan). Có những đề xuất khác, yêu cầu chia thành ba nhóm hoặc hơn, hay thành một continuum với tiếng Mãn ở một đầu và tiếng Evenk ở một đầu.

## Phương ngữ
Bulatova liệt kê 14 phương ngữ và 50 tiểu phương ngữ tại Nga, với phạm vi địa lý từ sông Yenisei tới Sakhalin. Chúng có thể được gộp thành ba nhóm dựa trên tính chất âm vị:
1. Bắc (xát hẹp)
  1. Ilimpeya: Ilimpeya, Agata và Bol'shoi, Porog, Tura, Tutonchany, Dudinka/Khantai
  2. Yerbogachon: Yerbogachon, Nakanno
2. Nam (xuýt)
  1. Hushing
    1. Sym: Tokma và Thượng Nepa, Thượng Lena hay Kachug, Angara
    2. Bắc Baikal: Bắc Baikal, Thượng Lena

  2. Hissing
    1. Stony Tunguska: Vanavara, Kuyumba, Poligus, Surinda, Taimura hay Chirinda, Uchami, Chemdal'sk
    2. Nepa: Nepa, Kirensk
    3. Vitim-Nercha/Baunt-Talocha: Baunt, Talocha, Tungukochan, Nercha
3. Đông (xuýt-xát hẹp)
  1. Vitim-Olyokma: Barguzin, Vitim/Kalar, Olyokma, Tungir, Tokko
  2. Thượng Aldan: Aldan, Thượng Amur, Amga, Dzheltulak, Timpton, Tommot, Khingan, Chul'man, Chul'man-Gilyui
  3. Uchur-Zeya: Uchur, Zeya
  4. Selemdzha-Bureya-Urmi: Selemdzha, Bureya, Urmi
  5. Ayan-Mai: Ayan, Aim, Mai, Nel'kan, Totti
  6. Tugur-Chumikan: Tugur, Chumikan
  7. Sakhalin

Tiếng Evenk tại Trung Quốc cũng có nhiều phương ngữ. Theo Ethnologue, phương ngữ Hihue hay Hoy được xem là chuẩn; các phương ngữ Haila’er, Aoluguya (Olguya), Chenba’erhu (Old Bargu), và Morigele (Mergel) cũng tồn tại. Ethnologue ghi nhận chúng có khác biệt đáng kể với phương ngữ tại Nga.

## Ngữ âm
Cấu trúc âm tiết tiếng Evenk thường là CV (phụ âm-nguyên âm) nhưng các cấu trúc khác cũng xuất hiện.

### Phu âm
Bên dưới là bảng âm vị phụ âm tiếng Evenk, những âm do Nedjalkov (1997) xác định được in nghiêng.
|          |           | Môi  | Răng | Chân răng | Vòm    | Ngạc mềm |
| -------- | --------- | ---- | ---- | --------- | ------ | -------- |
| Mũi      | Mũi       | m    | n    |           | ɲ      | ŋ        |
| Tắc      | vô thanh  | p    | t    |           | tʃ     | k        |
| Tắc      | hữu thanh | b    | d    |           | dʒ, dʲ | ɡ        |
| Xát      | vô thanh  | f    |      | s         |        | x        |
| Xát      | hữu thanh | β, v |      |           |        | ɣ        |
| Tiếp cận | Tiếp cận  | w    | l    |           | j      |          |
| Rung     | Rung      |      |      | r         |        |          |

Âm /β/ có một tha âm cuối từ ([f]), cũng như một tha âm khi nằm giữa hai nguyên âm ([w]). Tương tự, /s/ đứng giữa nguyên âm hay được đọc là [h]. Người nói một số ngôn ngữ cũng dùng /b/ và /β/ thay thế lẫn nhau (tương tự việc "r" trong tiếng Việt có thể phát âm là /z/ hoặc /ɹ/).

### Nguyên âm
Bên dưới là bảng nguyên âm cho các phương ngữ tại Nga, trong âm do Nedjalkov (1997) xác định được in nghiêng.
|      | Trước          | Sau            | Sau         |
|      | không làm tròn | không làm tròn | làm tròn    |
| ---- | -------------- | -------------- | ----------- |
| Đóng | i, iː ɪ, ɪː    | ɯ              | u, uː ʊ, ʊː |
| Vừa  | eː je, jeː     | ǝ, ǝː ɛ, ɛː    | o, oː       |
| Mở   | a, aː          |                |             |

Hệ thống nguyên âm của các phương ngữ tại Trung Quốc lại khác biệt đáng kể (Chaoke, 1995, 2009):
|      | Trước          | Giữa     | Sau            | Sau      |
|      | không làm tròn | làm tròn | không làm tròn | làm tròn |
| ---- | -------------- | -------- | -------------- | -------- |
| Đóng | i, iː          | ʉ, ʉː    |                | u, uː    |
| Vừa  | e, eː          | ɵ, ɵː    | ǝ, ǝː          | o, oː    |
| Mở   | a, aː          |          |                |          |

## Chữ viết

### Tại Nga
Bảng chữ cái Kirin được sử dụng tại Nga. Bảng này có thêm một ký tự, ӈ,để thể hiện /ŋ/; do hạn chế in ấn, ký tự này xuất hiện một cách không nhất quán trong các sản phẩm in. Từ điển của Boldyrev sử dụng ң để thay thế. Những âm vị khác có trong tiếng Evenk nhưng thiếu trong tiếng Nga, như /dʒ/, không có ký tự riêng. "д" được dùng cho cả /d/ và /dʒ/.
| А а | Б б | В в | Г г | Д д | Е е | Ё ё | Ж ж |
| З з | И и | Й й | К к | Л л | М м | Н н | Ӈ ӈ |
| О о | П п | Р р | С с | Т т | У у | Ф ф | Х х |
| Ц ц | Ч ч | Ш ш | Щ щ | Ъ ъ | Ы ы | Ь ь | Э э |
| Ю ю | Я я |     |     |     |     |     |     |

### Tại Trung Quốc
Trong "Khâm Định Liêu Kim Nguyên Tam Sử Quốc Ngữ Giải" (欽定遼金元三史國語解), được thực hiện theo lệnh hoàng đế Càn Long, bảng chữ cái tiếng Mãn được dùng để viết tiếng Evenk.
Người Evenk tại Trung Quốc hiện đang viết bằng bảng chữ cái Latinh và Chữ viết Mông Cổ. Những học giả Evenk vào thập niên 1980 đã cố gắng tạo ra một dạng chữ viết tiêu chuẩn, sử dụng cả chữ Mông Cổ và dạng chữ Latinh tương tự bính âm. Họ đã xuất bản một từ điển tiếng Evenk-Mông Cổ-Trung Quốc (Kesingge và đồng nghiệp 1983).